# Kim Yo-jong
Kim Yo-jong (26 de setembre de 1987, Corea del Nord) és la germana menor de Kim Jong-un i tercera i última filla del difunt líder Kim Jong-il amb Ko Yong Hui. Treballa com a membre del Comitè Central del Partit dels Treballadors de Corea. Des de l'any 2014 està al càrrec del departament de propaganda. Va començar a treballar amb Kim Un-gyong l'any 2014.
La data exacta de naixement és debatuda perquè distintes fonts tenen informacions contradictòries que s'aproximen entre 1987 i 1989.
Estudià la primària a un col·legi elitista suís, a Berna. El 2000 tornà a Corea del Nord, on estudià la secundària i estudià ciències computacionals a la Universitat Militar Kim Il Sung. Acabà els estudis universitaris a Europa de l'Est. Entre 2009 i 2011 treballà a Comissió Nacional de Defensa i a la secretaria personal de Kim Jong-il. És possible que estiga casada amb Choe Song, fill menor de la secretària del Partit, Choe Ryong Hae, des del 2015. En la seua joventut ha viatjat molt: el 2004 visità París i el 2011 anà a Singapur.
Forma part del cercle de confiança de Kim Jong-un i va ser ascendida el dia 8 d'octubre de 2017 al buró polític del partit, cosa que la va convertir en la dona més influent del país. Ella s'encarrega de gestionar els esdeveniments públics, itineraris i necessitats logístiques del president des del 2014.
El febrer de 2018 es convertí en la primera membre de la família Kim de Corea del Nord en visitar Corea del Sud des de la Guerra de Corea. La seua visita fou amb motiu de visitar al president de Corea del Sud per les Olimpíades d'Hivern del 2018.